# Kamnogoriška cesta, Ljubljana
Kamnogoriška cesta je ena izmed cest v Ljubljani.

## Zgodovina
24. februarja 1939 je mestni svet poimenoval novo cesto v Dravljah kot Kamnogoriško cesto po dejstvu, da vodi v naselje Kamna gorica.

## Urbanizem
Cesta poteka od križišča s Cesto Andreja Bitenca do križišča z Majorja Lavriča ulico.
Na cesto se (od vzhoda proti zahodu) povezujejo: Pilonova, Jerajeva, Zapuška, Plešičeva, Čebelarska, Martinčeva, Malnarjeva.

## Javni potniški promet
Po Kamnogoriški cesti poteka trasa mestne avtobusne linije št. 22 in 23. 
Na cesti je eno postajališče mestnega potniškega prometa.

### Postajališča MPP
| postajališče  | št. linije |
| ------------- | ---------- |
| 804382 Zapuže | 23         |

| postajališče  | št. linije |
| ------------- | ---------- |
| 804381 Zapuže | 23         |